# Остеосарком
Остеосарком је најчешћи примарни малигни тумор костију. Има склоност стварања у метафизном пределу костију. У 50 одсто случајева јавља се око предела колена. Остеосарком је малигни тумор везивног ткива (меког) чије неопластичне ћелије показују остеобластичку диференцијацију и формирају туморску кост. Са напретком у онколошкој медицини, остеосарком има много бољу прогнозу него пре неколико година. Овај облик рака је релативно редак.

## Појава
Остеосарком је осми најчешћи облик рака код деце него код одраслих, који садржи 2,4 одсто свих малигних тумора код педијатријских пацијената и отприлике 20 одсто свих примарних карцинома костију. Учесталост остеосаркома процењује се на 5 случајева на милион становника годишње. Чешћи је  код мушкараца него код жена .. 
Најчешће потиче из метафизног подручја дугих цевастих костију, при чему се 42 одсто појављује у бутној кости, 19 одсто у тибији и 10 одсто у потколеници. Око 8 одсто случајева јавља се у лобањи и вилици, а 8 одсто у карлици.

## Патологија
Тумор се може локализовати на крају дуге кости. Најчешће погађа проксимални крај потколеницем рамене кости или дистални крај бутне кости. Остеосарком има тенденцију да се појави на пподручију око колена, кука, рамена и вилице. Тумор је чврст, тврд, неправилан (описан као "јела" рендгенским снимцима) због туморских израстања који зраче под правим углом

## Узроци
Узроци остеосаркома нису познати. Неколико истраживачких група проучава матичне ћелије рака и њихов потенцијал да изазову туморе. Код некох особа патологија је проглашена неколико година након лечења зрачењем али за сада нема никаквих конкретних веза између тумора и зрачења.

## Симптоми
Симптоми се појављују када је особа у мирећем или лежећем положају. Бол је јак и добро локализован, наглашен притиском на кост. У екстремним случајевима, открива се током спонтаног прелома костију (у овом случају тумор је захватио готово целу кост). Болови се не могу смирити ни једним аналгетиком .

## Лечење
Хемотерапија је преписана уз хируршко уклањање тумора и могуће постављање протезе за замену кости. Успех лечења зависи од стадијума тумора и општег здравственог стања особе.